# César Delgado
César Fabián "Chelito" Delgado Godoy (Rosario, 18 d'agost de 1981) és un futbolista argentí, que actualment milita al Club de Fútbol Monterrey mexicà. Va obtenir la medalla d'or en els Jocs Olímpics d'Atenes de 2004.
Abans d'anar al Cruz Azul de la Primera Divisió de Mèxic, Delgado va debutar amb el Rosario Central, on es va destacar per la seva habilitat i capacitat de generar assistències. Va formar una recordada dupla amb el centre davanter Luciano Figueroa (qui després marxar al Cruz Azul), qui va ser golejador del Clausura 2003.
Delgado es va unir al Cruz Azul per a l'Obertura 2003, on va finalitzar amb 16 partits jugats i vuit gols. en el Clausura 2004 té una destacada actuació i seria l'any en què Delgado arriba a la selecció absoluta del seu país. El desembre del 2007 la directiva del Cruz Azul va anunciar la seva sortida del club després de 4 anys i a començaments del 2008 s'anuncia la seva incorporació al club Lió, on aconsegueix el campionat de la Ligue 1.

## Internacional
Delgado va ser part important per a la classificació del seu equip a la Copa Mundial de Futbol de 2006, ja que va participar en gran part de les eliminatòries "El Chelito" també va jugar per al seu equip a la Copa Amèrica de futbol 2004, marcant un gol a la final davant del Brasil, i va ser part de la Selecció Argentina que va aconseguir la medalla d'or en els Jocs Olímpics de 2004, torneig en el qual va col·laborar amb dos gols, el 2005 va jugar la Copa Confederacions, el 2006 va jugar la part final de les eliminatòries però tanmateix no va ser portat en la cita mundialista a Alemanya. L'extècnic del seleccionador Alfio Basile l'ha convocat en una ocasió.

## Clubs
| Club               | Any        |
| ------------------ | ---------- |
| Rosario Central    | 2000- 2003 |
| Cruz Azul          | 2003- 2008 |
| Olympique Lyonnais | 2008-2011  |
| CF Monterrey       | 2011-      |

## Títols
- Medalla d'Or als Jocs Olímpics d'Atenes amb Argentina (2004)
- Subcampió de la Copa Amèrica amb Argentina (2004)
- Subcampió de la Copa Confederacions de la FIFA amb Argentina (2005)
- Campió de la Ligue 1.
- 1 Copa de França

## Distincions
- Elegit millor davanter per dreta de la Lliga Mexicana (2005)
- Premi Televisa Deportes com a millor davanter per la dreta de la Lliga Mexicana (2006)
- Millor jugador estranger de la Lliga Mexicana César Delgado (2004)
- Millor jugador del la copa panamericana